# カストロ主義

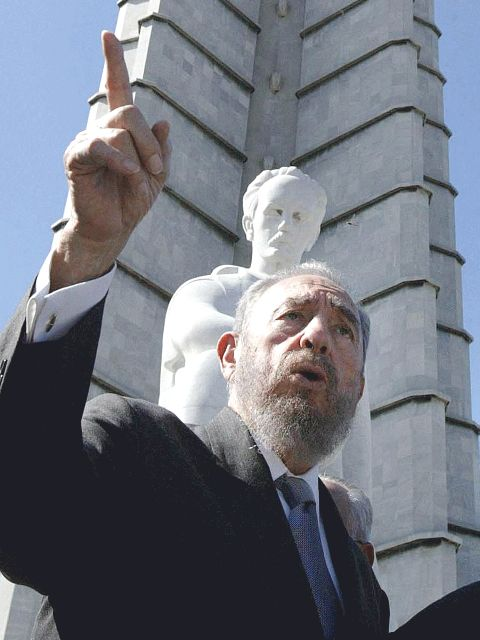
2003年、ホセ・マルティの銅像前で発言するフィデル・カストロ

カストロ主義（カストロしゅぎ、英語: castroism、スペイン語: castrismo）は、フィデル・カストロによる政治思想。
カストロ主義は、特にキューバの革命家ホセ・マルティや、1961年以降はカール・マルクス、フリードリヒ・エンゲルス、ウラジーミル・レーニンなどのマルクス・レーニン主義、また7月26日運動の同志チェ・ゲバラなどの多くの政治思想の影響を受けた。
カストロ主義の主な焦点は、キューバにおける革命と革命政権を背景とした実践と理論や、キューバのナショナリズムの進展、ラテンアメリカの連帯、社会的公正や人民民主主義などである。

## 背景
カストロ主義構築の背景は、1959年のキューバ革命とカストロの政権獲得で、それはソビエト連邦との密接な関係を形成した。キューバ革命の初期には、ソビエト連邦や中華人民共和国など共産主義大国からの支援はほとんど無かった。しかし革命政府が政権を確立し強固にすると、他の大国も関係を深めた。
1960年代初期にソビエト連邦はキューバを衛星国の1つに組み込んだが、キューバは砂糖やコーヒーなどの産品を大量に輸出する能力を持っていた。結果的にキューバは、キューバ危機などソビエト連邦とアメリカ合衆国の間の多数の衝突に巻き込まれ、内政や外交など多くの政治的意思決定へのソビエト連邦の影響が深まった。

## 影響
カストロ主義の理論は、一般的には1961年から1991年までの期間、ソビエト連邦とキューバの間のより密接で人的な関係を導いた。この時期の多くの政策は、キューバがソビエト連邦に政治的・経済的な面で大きく依存していた事に影響された。
キューバはまた非同盟運動に参加し、フィデル・カストロと弟のラウル・カストロは、それぞれ議長にも就任した。また西アフリカや南部アフリカで政権を獲得した共産主義政府は、カストロ主義の影響を受けており、特にアンゴラ内戦やコンゴ動乱などでは長年に渡りキューバ革命軍の兵士やキューバ政府による武力による支援が行われた。

## 関連資料
- Theodore Draper: Castroisn: Theory and Practice. New York: Praeger 1965
- Iain McLean,Alistair McMillan: The concise Oxford dictionary of politics. Oxford University Press 2009, ISBN 978-0-19-920516-5, p. 66 (restricted online copy, p. 66, - Google ブックス)
- Frank O. Mora, Jeanne A. K. Hey: Latin American and Caribbean Foreign Policy. Rowman & Littlefield 2003, ISBN 0-7425-1601-6, p. 98-102 (restricted online copy, p. 98, - Google ブックス)
- 『カストロ ― 民族主義と社会主義の狭間で』（宮本信夫、中央公論社、1996年）